# Anopsicus nebulosus
Anopsicus nebulosus là một loài nhện trong họ Pholcidae. Loài này được phát hiện ở Jamaica.